# Festa del Tricolore
La Festa del Tricolore, ufficialmente Giornata nazionale della bandiera o Giornata Tricolore, è una giornata celebrativa nazionale italiana, istituita per ricordare la nascita della bandiera d'Italia. Si festeggia ogni anno il 7 gennaio, con le celebrazioni ufficiali che avvengono a Reggio Emilia, città dove venne approvata per la prima volta l'adozione del Tricolore da parte di uno Stato italiano sovrano, la Repubblica Cispadana.

## Storia

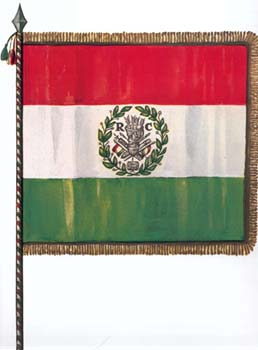
Bandiera della Repubblica Cispadana

La giornata venne istituita dalla legge n. 671 del 31 dicembre 1996, con l'intenzione di celebrare il bicentenario della nascita a Reggio Emilia della bandiera italiana, che avvenne ufficialmente il 7 gennaio 1797 con l'adozione ufficiale del Tricolore da parte della Repubblica Cispadana, Stato napoleonico nato l'anno precedente e dipendente dalla Prima Repubblica francese.
I tre colori nazionali italiani comparvero per la prima volta a Genova il 21 agosto 1789 sulla coccarda italiana tricolore, circa un mese dopo lo scoppio della Rivoluzione francese; l'11 ottobre 1796 furono utilizzati per la prima volta a Milano su uno stendardo militare; ma fu il 7 gennaio 1797 a Reggio Emilia, per la prima volta, che il Tricolore venne adottato ufficialmente da uno Stato italiano sovrano. A suggerire l'adozione di una bandiera verde, bianca e rossa fu Giuseppe Compagnoni, che per tale motivo è conosciuto come il "Padre del Tricolore". Nel verbale della riunione del 7 gennaio 1797 - che fu convocata dal comitato fondatore della Repubblica Cispadana e che avvenne in un locale del municipio della città, in seguito ribattezzato Sala del Tricolore - si può leggere:

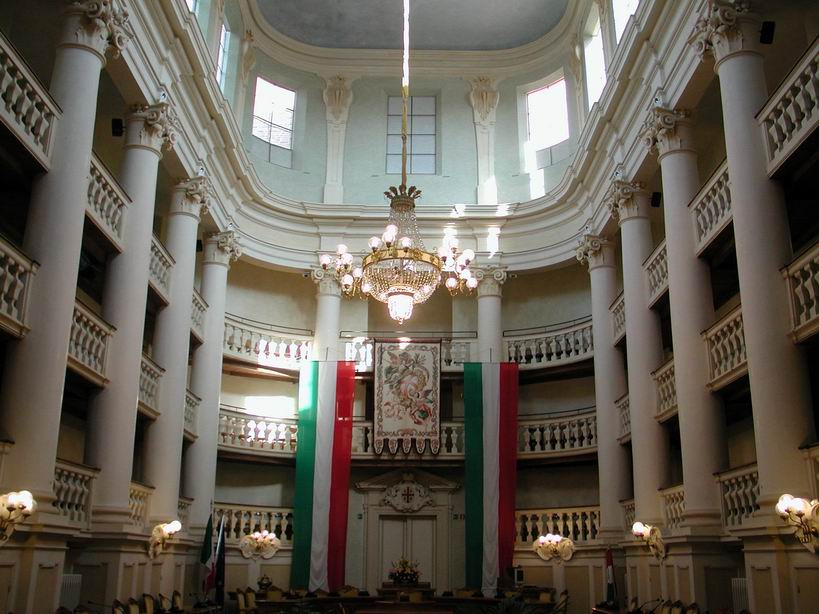
La settecentesca Sala del Tricolore, poi diventata sala consiliare del comune di Reggio Emilia, dove nacque la bandiera italiana

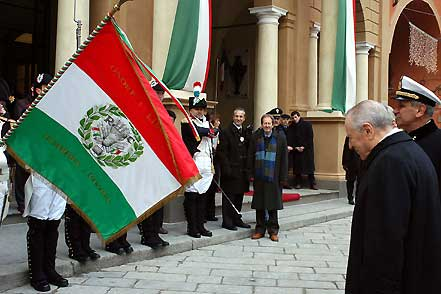
L'allora Presidente della Repubblica Carlo Azeglio Ciampi rende gli onori alla prima bandiera italiana durante la Festa del Tricolore del 7 gennaio 2004 a Reggio Emilia

Nell'assemblea del 21 gennaio, che fu invece convocata a Modena, l'adozione del Tricolore fu confermata:
La bandiera della Repubblica Cispadana era a bande orizzontali con il rosso in alto, il bianco al centro e il verde in basso. Al centro era anche presente l'emblema della repubblica, mentre ai lati erano riportate le lettere "R" e "C", iniziali delle due parole che formano il nome della "Repubblica Cispadana". Le repubbliche Cispadana e Transpadana si fusero qualche mese dopo, dando vita alla Repubblica Cisalpina, il cui Gran Consiglio, l'11 maggio 1798, adottò come bandiera un tricolore a bande verticali senza stemmi, emblemi o lettere:
In seguito, la bandiera verde, bianca e rossa è stata adottata da altri due Stati napoleonici: la Repubblica Italiana e il successivo Regno d'Italia. Terminata l'epoca napoleonica, il Tricolore si diffuse come uno dei simboli della lotta risorgimentale; venne infatti adottato dalla Cittadella di Alessandria durante i moti del 1820-1821 e dalla Repubblica Romana nel 1849.
Nel 1860 il Tricolore italiano venne scelto come bandiera nazionale dal Regno delle Due Sicilie, mentre il 17 marzo 1861, con la proclamazione del Regno d'Italia, la bandiera verde, bianca e rossa diventò il vessillo nazionale dell'Italia unita, sebbene non ufficialmente riconosciuta da una legge specifica.
Il riconoscimento si ebbe invece il 12 giugno 1946, grazie ad un decreto legislativo del Presidente del Consiglio, nel quale si adottava ufficialmente il Tricolore come bandiera nazionale della neonata Repubblica Italiana. La decisione fu ratificata il 24 marzo 1947 dall'Assemblea Costituente, che decretò, nel contempo, l'inserimento, nell'articolo 12 della Costituzione della Repubblica Italiana, del seguente testo:
(Articolo 12 della Costituzione della Repubblica Italiana)
L'articolo, in questa forma, fu poi ratificato dal Parlamento italiano.

## Celebrazioni

Bandiera d'Italia

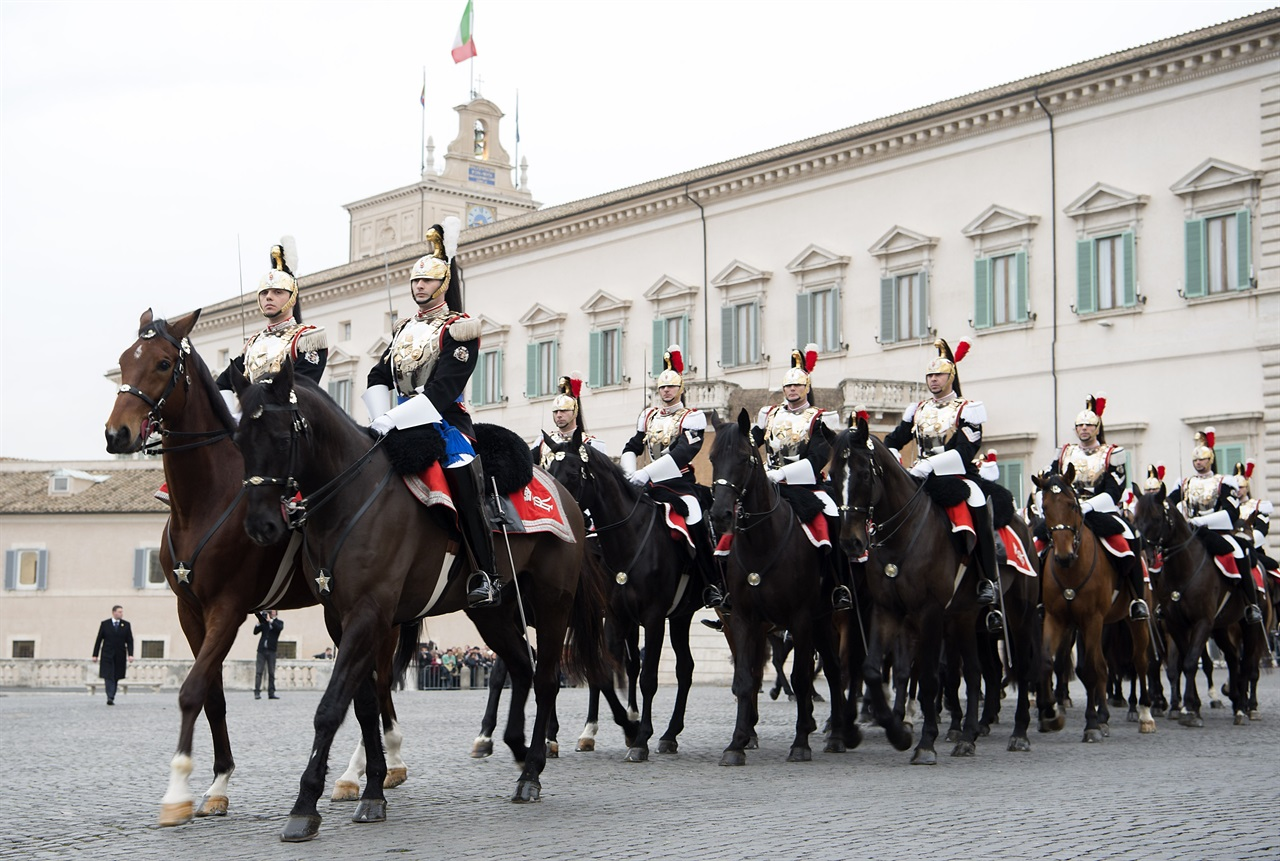
Cambio della Guardia solenne del Reggimento Corazzieri al Palazzo del Quirinale a Roma in occasione della Festa del Tricolore il 7 gennaio 2016

Il 31 dicembre 1996, con la medesima legge che istituiva la Festa del Tricolore, venne costituito un Comitato nazionale di venti membri che aveva l'obiettivo di organizzare la prima commemorazione solenne della nascita della bandiera italiana. Il Comitato era composto da personalità istituzionali, tra cui i presidenti delle camere, e da membri provenienti dalla società civile, particolarmente dall'ambito storico e culturale. All'epoca fu anche proposto di non festeggiare la data, se non addirittura di modificare la bandiera stessa, ipotesi scarsamente accolte dai membri del Parlamento.
Per quanto riguarda il cerimoniale, nel giorno della Festa del Tricolore, presso il Palazzo del Quirinale a Roma, viene eseguito il cambio della Guardia d'onore in forma solenne con lo schieramento e la sfilata del Reggimento Corazzieri in uniforme di gala e della Fanfara del IV Reggimento Carabinieri a cavallo. Questo rito solenne viene svolto solamente in altre due occasioni, durante le celebrazioni della Festa della Repubblica Italiana (2 giugno) e della Giornata dell'Unità Nazionale e delle Forze Armate (4 novembre).
A Reggio Emilia, in piazza Prampolini, la Festa del Tricolore viene celebrata con la visita di una delle più alte cariche della Repubblica Italiana (il Presidente della Repubblica o il presidente di una delle camere), che assiste all'alzabandiera sulle note de Il Canto degli Italiani di Goffredo Mameli e Michele Novaro e che rende gli onori militari a una riproduzione della bandiera della Repubblica Cispadana. Subito dopo un militare della Brigata paracadutisti "Folgore" che porta un Tricolore nelle mani plana in piazza Prampolini. Alla celebrazione officiata dalle massime cariche dello Stato seguono poi varie iniziative culturali che coinvolgono anche le scuole di Reggio Emilia.
Come in altre date solenni, nel giorno della Festa del Tricolore la bandiera italiana deve essere esposta in tutti gli uffici pubblici e istituzionali.